# 急性前立腺炎
急性前立腺炎（きゅうせいぜんりつせんえん）とは、前立腺が細菌に感染して起こり、急激に発症する急性の前立腺炎の事である。正確には急性細菌性前立腺炎（きゅうせいさいきんせいぜんりつせんえん）とも言われる。

## 原因
前立腺炎は多くが原因が解明されていないが、この急性前立腺炎は原因が解明されている。
尿道、血管、リンパ腺を通ってきた細菌が原因になるもので、多くの場合は尿道を通して感染が起こる。細菌としては大腸菌、緑膿菌等の腸内細菌が主なもので、その他には腸球菌やブドウ球菌のような球菌によって起こる場合もある。
発症するのは20歳代から60歳代にかけての男性に多い。

## 症状
主な症状として高熱、下腹部痛、会陰部痛、排尿困難、頻尿、膀胱炎とそれを併発した事による排尿痛、残尿感、筋肉痛、関節痛がある。
通常は40度前後の高熱が出て、血液中の白血球が増える。また下腹部や会陰部（肛門の前辺り）などに痛みを起こし、それにより歩行や座位が難しくなることが多く、通常は入院して絶対安静にして治療する事になる。炎症のため前立腺が腫れる事になり、真中を通っている尿道が圧迫されて前立腺肥大症に似たような症状が出る。
また膀胱炎を併発したような場合には尿に膿が混ざるようになり、排尿痛、頻尿、残尿感などというような膀胱炎のような症状が出る。
炎症が激しい場合には敗血症にまで進展し、この場合には多臓器不全などで死亡する事もある。

## 診断方法

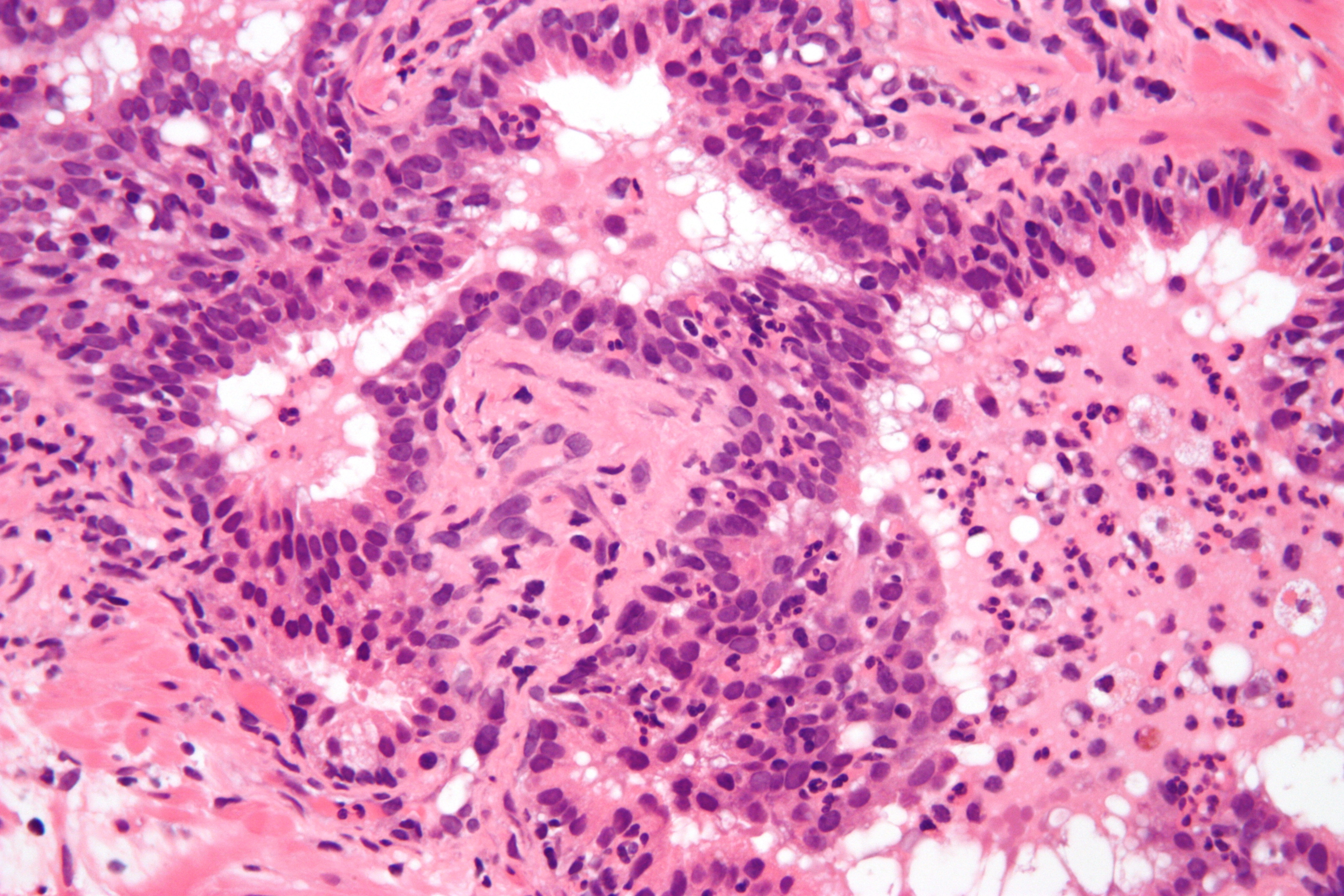
前立腺組織への好中球浸潤像 HE染色

急性前立腺炎の診断方法として直腸診、尿と精液の検査、超音波検査の3つがある。
直腸診の場合、前立腺は直腸から触れることができるので、直腸から前立腺を触れて見る。その際に硬く腫れた前立腺を触れ、圧痛があると急性前立腺炎と認められる。
尿や精液の検査の場合、前立腺からの分泌物である前立腺液に膿が混ざるようになる。射精した後や前立腺をマッサージした後に尿を調べてみると、尿の中に膿が見られる。このため炎症が激しい場合には精液が黄色くなる。しかし炎症が激しい場合は、マッサージなどのような操作は細菌を血液中に押し込んで敗血症を併発したりする危険性があるため、このような診断は行なわない。膀胱炎を併発している場合には、尿の中に膿である白血球が認められるようになる。
超音波検査の場合、腫れた前立腺が認められ、時には膿が溜まっているのが見られる。精液や前立腺液を培養して細菌を調べ、その細菌に有効な薬を検査する。

## 治療
治療に関してであるが、普通は入院して絶対安静にして点滴などを行なう。細菌が感染して起こるのが原因であるから、治療は抗菌剤が主体となる。前立腺に薬がたくさんいくような、前立腺に効果のある薬剤を使う。治療期間は1か月から2か月が目安である。また、高熱がある場合には解熱剤の投与を行なう。このように薬物療法により保存的に治療が行なわれる。
ただし前立腺が化膿して膿が溜まっているような場合には、会陰部の方から針を刺したり、切開して排膿することがある。

## 関連画像

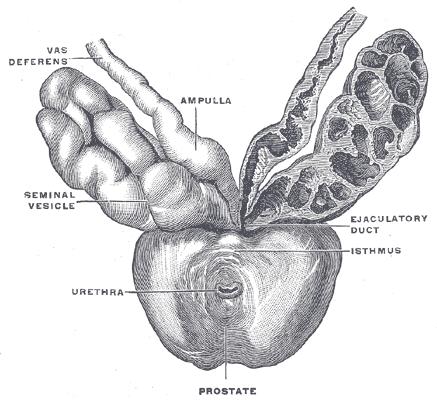
前立腺、尿道、精嚢の解剖図
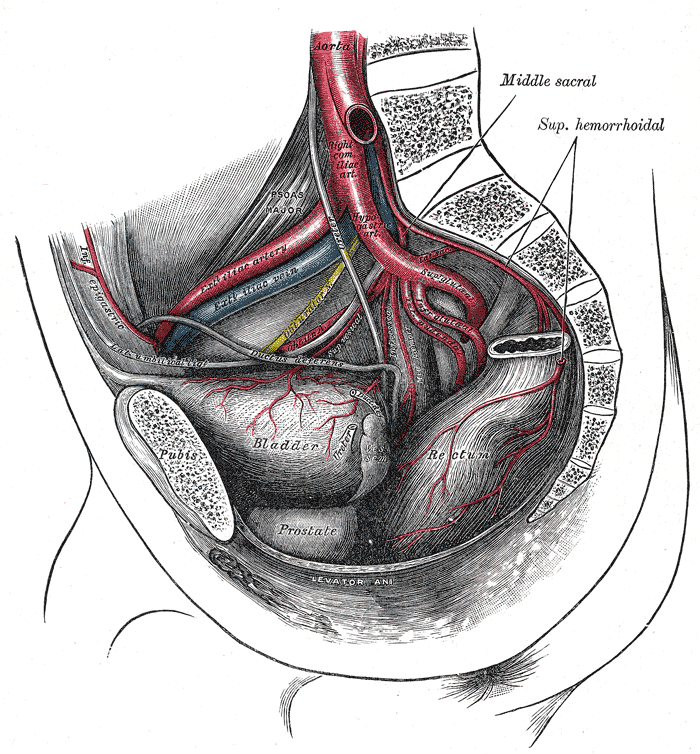
骨盤内動脈図
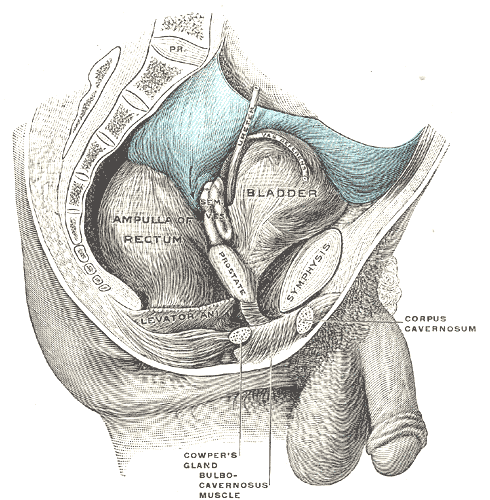
骨盤内男性臓器（右側より）